# جيرمين جونز (مغني)
جيرمين جونز (بالإنجليزية: Jermaine Jones)‏ هو مغني أمريكي، ولد في 3 نوفمبر 1986 في بين هيل في الولايات المتحدة.

## وصلات خارجية
- جيرمين جونز على موقع IMDb (الإنجليزية)
- جيرمين جونز على موقع ميوزك برينز (الإنجليزية)